# Сабашников, Ананий Васильевич
Ана́ний Васи́льевич Сабашников (1917—2003) — капитан Советской Армии, участник Великой Отечественной войны, Герой Советского Союза (1944).

## Биография
Ананий Сабашников родился 5 ноября 1917 года в городе Вязники (ныне — Владимирская область). После окончания Вязниковского техникума льняной промышленности работал на льняной фабрике. В октябре 1941 года Сабашников был призван на службу в Рабоче-крестьянскую Красную Армию. Окончил школу младших командиров. С 1942 года — на фронтах Великой Отечественной войны. В боях был ранен. В 1942 году Сабашников окончил Московское военно-политическое училище, в 1943 году — курсы командиров рот.
К июню 1944 года гвардии старший лейтенант Ананий Сабашников командовал ротой 213-го гвардейского стрелкового полка 71-й гвардейской стрелковой дивизии 6-й гвардейской армии 1-го Прибалтийского фронта. Отличился во время освобождения Витебской области Белорусской ССР. 22 июня 1944 года рота Сабашникова прорвала немецкую оборону в районе деревни Орехи Шумилинского района и в числе первых ворвалась в населённые пункты Шумилино и Сиротино, с боями выйдя к Западной Двине. 24 июня 1944 года Сабашников в числе первых переправился через Западную Двину в районе деревни Мамайки Бешенковичского района и принял активное участие в боях за захват и удержание плацдарма на её западном берегу, отразив несколько немецких контратак. В тех боях Сабашников был ранен, но продолжал сражаться ещё два дня, пока не потерял сознание.
Указом Президиума Верховного Совета СССР от 22 июля 1944 года за «образцовое выполнение боевых заданий командования на фронте борьбы с немецкими захватчиками и проявленные при этом мужество и героизм» гвардии старший лейтенант Ананий Сабашников был удостоен высокого звания Героя Советского Союза с вручением ордена Ленина и медали «Золотая Звезда» за номером 4073.
В 1946 году в звании капитана Сабашников был уволен в запас. Проживал и работал в родном городе. Умер 29 мая 2003 года, похоронен на Аллее Славы в Вязниках.
Почётный гражданин Вязников. Был также награждён орденом Отечественной войны 1-й степени и рядом медалей.